# Ganggrab von Tonneshøj

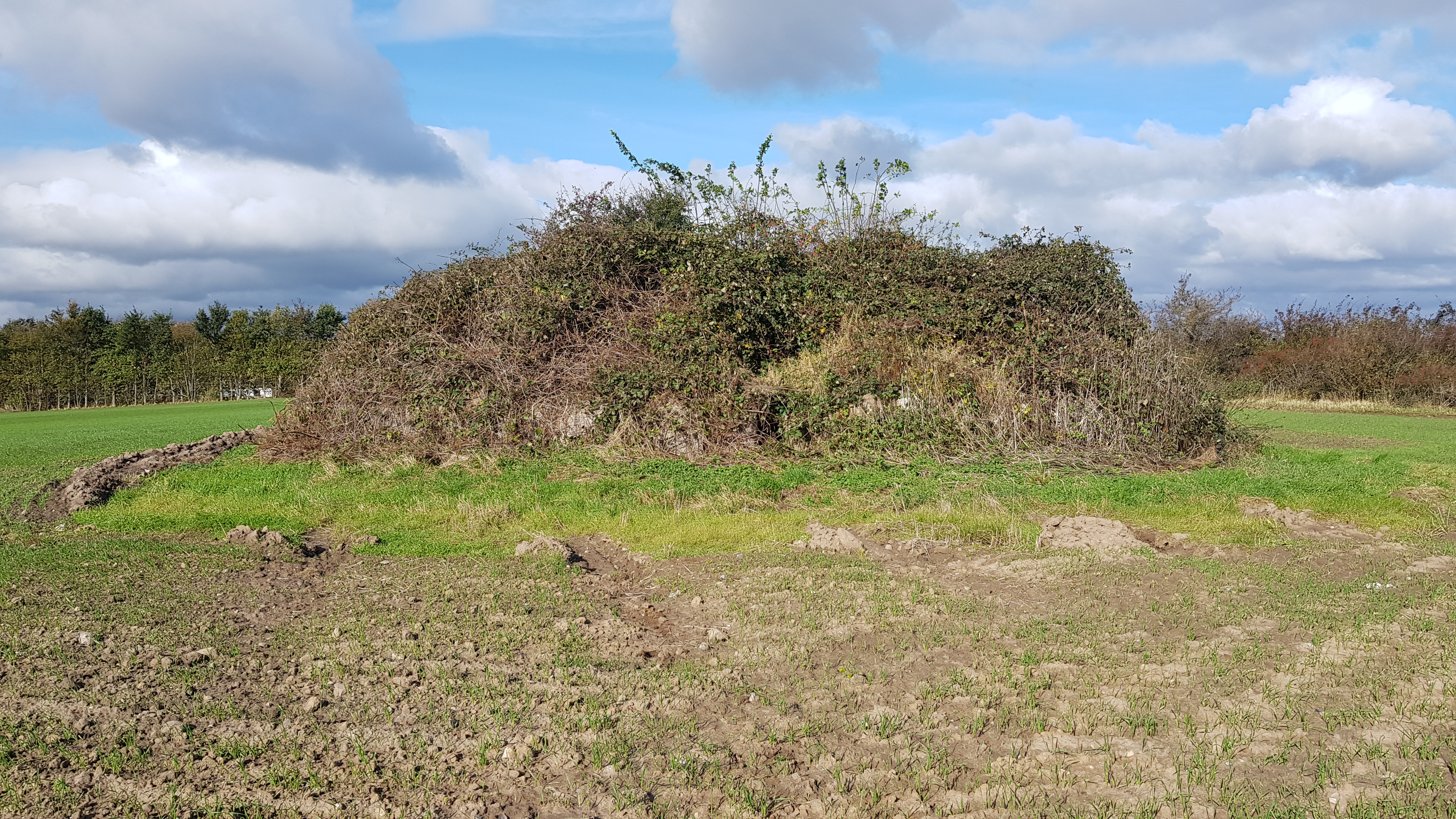
Tonneshøj komplett mit Brombeeren bewachsen

Das Ganggrab von Tonneshøj liegt meernah beim Raade Strand in Øsby bei Haderslev in Jütland in Dänemark. Das Ganggrab (dänisch Jættestue) im Tonneshøj ist eines der besser erhaltenen unter den 500 Ganggräbern in Dänemark. Es stammt aus der Jungsteinzeit etwa 3000 v. Chr. und ist eine Megalithanlage der Trichterbecherkultur (TBK). Das Ganggrab ist eine Bauform jungsteinzeitlicher Megalithanlagen, die aus einer Kammer und einem baulich abgesetzten, lateralen Gang besteht. Diese Form ist primär in Dänemark, Deutschland und Skandinavien, sowie vereinzelt in Frankreich und den Niederlanden zu finden.

## Beschreibung
Der ist ein etwa 1,5 m hoher Rundhügel von 12,5 m Durchmesser. Im Hügel liegt ein beschädigtes Ganggrab, das ausgegraben wurde. Die etwa 4,5 m lange Kammer und der etwa 4,4 m lange Gang haben keine Decksteine. Erhalten sind fünf Tragsteine der Kammer und vier Steinpaare des Ganges sowie viele Randsteine der Hügeleinfassung. Das Zwischenmauerwerk wurde 1992 restauriert.

## Funde
15 Abschläge, 9 Feuersteinäxte unterschiedlichen Typs, 2 Meißel, 2 Pfeilspitzen (beides aus. Feuerstein), 2 Rollsteine, 1 Schaber und 1 Scheibenkeule.
Die Keramik bestand aus 13 Schalen, 4 Trichterbechern, 2 Hängegefäßen und einer Schüssel. 
In der Nähe liegen der stark gestörte Runddysse von Årø, das Ganggrab von Øsby Anhøj und die Dyssen von Øsby Flovt.